# Lockington (East Riding of Yorkshire)
Lockington è un villaggio e parrocchia civile dell'Inghilterra, appartenente alla contea di East Riding of Yorkshire. Contava 524 abitanti al 2011.